# 豊島直哉
豊島 直哉（とよしま なおや、1995年2月28日 - ）は、トップイーストリーグDiv.1横河武蔵野アトラスターズに所属するラグビー選手。

## プロフィール
- 東京都出身[1]。
- ポジションはウィング(WTB)。
- 身長 172cm、体重 82kg
- ニックネームはなおや、とよ[2]。
- 兄の翔平もラグビー選手[3]（現・東芝）

## 略歴
中学からラグビーを始めた。
2013年、常総学院高校卒業後、東海大学に入る。
2017年、東海大学卒業後、日野自動車レッドドルフィンズに加入。
2020年、横河武蔵野アトラスターズに加入。